# 扎賓齊 (新烏希齊亞區)
48°52′25″N 27°22′13″E / 48.87361°N 27.37028°E
扎賓齊（烏克蘭語：Жабинці），是烏克蘭西部的村莊，隸屬赫梅利尼茨基州的卡緬涅茨-波多利斯基區。該村始建於1892年，面積1.81平方公里，海拔高度228米，2001年人口473。